# Umar Kayam
Umar Kayam, né le 30 avril 1932 à Ngawi et mort le 16 mars 2002 à Jakarta, est un écrivain indonésien.

## Biographie
Il commence ses études à l'école Hollandsch-Inlandsche à Surakarta, où son père, professeur, enseigne. Il poursuit ses études dans un Meer Uitgebreid Lager Onderwijs[pas clair], puis continue à étudier la langue dans un lycée de Yogyakarta jusqu'en 1951. Il est diplômé de la faculté d'éducation de l'université Gadjah Mada en 1955, et obtient un Master of Arts à l'université de New York en 1963. Il obtient un doctorat à l'université Cornell en 1965.
Il est l'auteur de nombreuses nouvelles, romans, essais et contes pour enfants, dont beaucoup sont disponibles en anglais. En 1987, il remporte le prix des écrivains de l'Asie du Sud-Est.

## Vie privée
Kayam est marié à sa femme, l'ancienne journaliste de Femina Yus Kayam, jusqu'à sa mort. Nino Kayam, chanteur et auteur-compositeur connu pour son travail avec le groupe pop RAN, est son petit-fils.
Umar Kayam meurt le 16 mars 2002 à Jakarta des suites d'une hémorragie intestinale, à 69 ans. Son corps est enterré au cimetière de Karet Bivak[réf. nécessaire].